# دافور تشوب
دافور تشوب (بالكرواتية: Davor Čop)‏ هو لاعب كرة قدم ومدرب كرة قدم كرواتي في مركز الهجوم، ولد في 31 أكتوبر 1958 في رييكا في كرواتيا. لعب مع نابريداك كروشيفاتس ونادي إمبولي وهايدوك سبليت.

## وصلات خارجية
- دافور تشوب على موقع قاعدة بيانات كرة القدم.إي يو (الإنجليزية)
- دافور تشوب على موقع عالم كرة القدم.نت (الإنجليزية)